# Yixing
Yixing (宜兴市S, YíxīngP) è una città-contea della Cina, situata nella provincia di Jiangsu e amministrata dalla prefettura di Wuxi.